# 오니시정 (에히메현)
오니시정(大西町)은 에히메현 도요지방에 있던 정이다.
기쿠마정은 조선업과 그 관련 산업이 번성하여 산업을 비롯한 활력과 여유를 갖춘 전원 도시로서 성장을 목표로 해 왔다.그 시책으로서 고분공원이나 하수도 정비에 착수해 거주환경의 질 향상을 목표로 해왔다.

## 지리
시코쿠의 북서쪽, 다카나와 반도의 서북부에 위치하고 있다. 산계가 동서로 뻗어 있고 평야는 대체로 북부로 펼쳐져 이쓰키나다에 접해있다. 내륙에는 선상지상으로 비교적 완만한 구릉지가 펼쳐져 있고, 더욱이 그 배후에는 산간지가 가로놓여 있는데 화강암질이며 토질은 약하다. 구릉지는 과수원으로 이용되는 것이 많다.

## 역사
- 고대에는 누마(麻馬)라고 불렸다.
- 율령시대에는 오이군에 속했다.
- 1889년 12월 15일 - 정촌제 시행에 의해 고니시촌이 성립하였다.
- 1897년 4월 1일 - 군 통합으로 고니시촌 관할권은 오치군으로 변경되었다.
- 1955년 3월 - 오이촌과 고니시촌이 합병에 의해 기쿠마정이 탄생하였다.
- 2005년 1월 - 이마바리시와 오치군 11개정촌의 합병해 신 이마바리시가 되어 소멸하였다.

## 교통

### 철도
- 시코쿠 여객철도 요산선

### 도로
- 국도 196호선